# 리치먼드 노샐러턴 (영국 의회 선거구)
리치먼드 노샐러턴 (Richmond and Northallerton)은 영국 의회의 선거구이다. 2023년 웨스트민스터 선거구 정기심의에 따라 2024년 영국 총선부터 신설되는 지역구로, 잉글랜드 노스요크셔주의 리치먼드와 노샐러턴 마을의 이름을 따서 명명되었다.
현 지역구 의원은 2024년 당선된 보수당의 리시 수낵 의원이다. 리시 수낵 의원은 2022년~2024년 영국 총리직을 역임하였다.

## 경계
2020년 12월 1일 기준 리치먼드 노샐러턴 지역구에 속하는 지역은 다음과 같다.
- 햄블턴구 일부 투표구역: 애플턴위스크 스미턴, 그레이트에이턴, 허튼러드비, 모턴온스월, 노샐러턴노스 브롬턴, 노샐러턴사우스, 오스마덜리 스웨인비, 로맨비, 스톡슬리
- 리치먼드셔구 전역[4]

기존 리치먼드 (요크스) 지역구에서 비데일 (Bedale)과 탠필드 (Tanfield) 지역을 서스크 몰턴 지역구로 넘기는 것을 제외하면 별다른 차이는 없다.
2023년 4월 1일 노스요크셔주의 2급 행정구역 (구)가 폐지되고 노스요크셔주 통합당국이 출범하였다. 새로운 행정구역 기준에 따른 리치먼드 노샐러턴 지역구의 관할지역은 다음과 같다.
- 캐터릭빌리지 브롬턴온스웨일, 그레이트에이턴, 힙스웰콜번, 레이번미들햄, 모턴온스웨일 애플턴위스크, 노스리치먼드셔, 노샐러턴노스 브롬턴, 노샐러턴사우스, 리치먼드, 로맨비, 스코턴 로어웬즐리데일, 스톡슬리, 어퍼데일스[7]

## 지역구 정보
요크셔험버 노스요크셔주의 최북단을 차지하는 지역으로서 리치먼드, 콜번, 노샐러턴, 스톡슬리, 그레이트에이턴 등의 비교적 번화가에 해당되는 지역을 제외하면 기본적으로 시골지역이 주를 이룬다. 과거 시장도시였던 리치먼드와 노샐러턴의 이름이 그대로 선거구 명칭이 되었으며, 노샐러턴은 그 중에서도 가장 인구가 많은 도시이다. 영국군 최대 규모의 부대가 자리해 있는 캐터릭 개리슨 (Catterick Garrison)도 이곳에 위치해 있다.
일렉토럴 캘큘러스는 지역구 유권자의 성향을 '중도'로 분류하였다. 경제와 사회현안, 민족주의에 관해서는 중도 성향을 보이지만 경제에 대해서는 다소 우파 성향을 보인다. 브렉시트 당시 탈퇴 지지율은 55%에 달했으며, 고용과 소득, 교육 면에서 저소득층으로 분류되는 계층은 전체인구의 45%로 집계됐다. 영국 통계청의 조사에 따르면 평균연령은 54.0세이며 지역 인구의 88%가 자동차를, 67%가 주택을 소유하고 있다. 총 가구소득은 44,155파운드였다.

## 역대 국회의원
2024년 선거 이전의 목록은 리치먼드 (요크스) 문서를 참고.
| 선거 | 선거   | 국회의원  | 정당   |
| ---- | ------ | --------- | ------ |
|      | 2024년 | 리시 수낵 | 보수당 |

## 선거 결과

### 2020년대
|  | 47.5% |

|  | 22.4% |

|  | 14.7% |

|  | 8.9% |

|  | 4.2% |

|  | 0.6% |

|  | 0.5% |

|  | 0.3% |

|  | 0.3% |

|  | 0.2% |

|  | 0.2% |

|  | 0.1% |

|  | 0.1% |

## 같이 보기
- 노스요크셔주의 영국 의회 선거구 목록
- 요크셔 험버의 영국 의회 선거구 목록